# آیانا واکر
آیانا واکر (انگلیسی: Ayana Walker؛ زادهٔ ۱۰ سپتامبر ۱۹۷۹) بازیکن بسکتبال اهل ایالات متحده آمریکا است.
وی در مسابقات کشوری و بین‌المللی در مجموع برندهٔ ۱ مدال طلا، ۱ مدال نقره شده‌است.